# Przepuklina przeponowa
Przepuklina przeponowa (łac. hernia diaphragmatica) – proces przemieszczania się trzewi z jamy brzusznej do klatki piersiowej przez otwór (wrota) w rozerwanej przeponie.

## Charakterystyka
Przepona umieszczona jest między jamą brzuszną a klatką piersiową. Jest to silny mięsień umożliwiający efektywną respirację, ale i on ulega urazom, najczęściej po silnym uderzeniu. Urazowi może również ulec podczas silnego parcia lub kichnięcia, kiedy to w jamie brzusznej następuje gwałtowny wzrost ciśnienia i przepona jest narażona na duże siły, co może doprowadzić do jej osłabiania lub rozerwania. Kiedy przepona ulegnie rozerwaniu, z jamy brzusznej do klatki piersiowej mogą przemieszczać się wnętrzności. Stan taki określa się przepukliną przeponową. Najczęściej dotyczy to stanu, w którym przez rozwór przełykowy przepony do klatki piersiowej z jamy brzusznej przemieszcza się końcowy odcinek przełyku. W razie powiększenia się tego otworu i przedostania się innych wnętrzności do klatki piersiowej (końcowego odcinka przełyku i żołądka), mamy do czynienia z przepukliną wślizgową. W zależności od objętości wnętrzności, jakie przemieściły się do klatki piersiowej, są różne objawy: mogą pojawić się problemy z oddychaniem i niedokrwieniem (jeśli trzewia będą uciskać większe naczynia krwionośne). Zwykle prawostronna (90%), występująca po lewej stronie nosi nazwę przepukliny Larreya.

## Objawy
- ból w klatce piersiowej lub nadbrzuszu
- duszność
- zgaga
- krwawe wymioty

## Sposób leczenia
W przypadkach niewielkiego nasilenia objawów, głównie pod postacią refluksu żołądkowo-przełykowego, możliwe jest leczenie farmakologiczne, jednak w każdym innym przypadku konieczny jest zabieg chirurgiczny, podczas którego przepuklina zostaje odprowadzona do jamy brzusznej.

## Możliwe powikłania
Przepuklina przeponowa może doprowadzić do niedrożności układu pokarmowego i, w następstwie, do zapalenia otrzewnej lub śródpiersia, co jest bezpośrednim zagrożeniem życia.

## Profilaktyka
U osób starszych wskazane jest unikanie czynności zwiększających ciśnienie w jamie brzusznej (nadmierny wysiłek fizyczny, gwałtowne parcie itp.) oraz w przypadku nadwagi lub otyłości – redukcja masy ciała.

## Typy przepuklin przeponowych
- wrodzona przepuklina przeponowa
  - przepuklina Bochdaleka
  - przepuklina Morgagniego
- przepuklina rozworu przełykowego
- przepuklina okołoprzełykowa
- jatrogenna przepuklina przeponowa
- pourazowa przepuklina przeponowa

## Klasyfikacja ICD10
| kod ICD10     | nazwa choroby                                        |
| ------------- | ---------------------------------------------------- |
| ICD-10: K44   | Przepuklina przeponowa                               |
| ICD-10: K44.0 | Przepuklina przeponowa z niedrożnością bez zgorzeli  |
| ICD-10: K44.1 | Przepuklina przeponowa ze zgorzelą                   |
| ICD-10: K44.9 | Przepuklina przeponowa bez niedrożności lub zgorzeli |